# Покой (посёлок)
Покой (пол. Pokój [ˈpɔkui̯], нем. Bad Carlsruhe) — посёлок в Опольском воеводстве в Польше.
Нынешняя территория поселка Покой до середины 18 века была покрыта густым еловым и сосновым лесом. Он принадлежал двум деревням Крогулна и Грюндорф , которые, в свою очередь, были владениями графа фон Редерна . В этом лесном районе можно было найти только один деревянный охотничий домик. Эти объекты перешли по наследству к герцогу Карлу Христиану Эрдманну фон Вюртемберг-Эльс . Будучи любителем охоты, он часто приезжал в эти места. Согласно легенде, он заснул во время охоты и увидел сон об основании города на этом месте. Памятный знак "Звезда Эрдманна" увековечивал это место и событие до разрушения в 1945 году.
В 1747/48 году герцог Карл Христиан Эрдманн фон Вюртемберг-Эльс заложил на этом месте зверинец, который был огорожен забором. Затем он приказал солдатам прорубить в этом районе восемь аллей в лесу, которые встречаются в виде звезды в сегодняшнем центре Покоя  (сегодня это место называется  Рондо Яна Павла II ). 
Старая резиденция Карлсруэ в самом Бадене послужила градостроительным примером для расширения нового поселения. 18 марта 1749 года герцог заложил первый камень в фундамент нового охотничьего домика на пересечении восьми осей площади Шлоссплац, который был построен уже через год, 3 апреля 1750 года. Но в октябре 1751 года это здание сгорело. Весной 1752 года началось строительство нового замка. 
В последующие годы вокруг этого места в виде восьмилучевой звезды были построены первые дома, конюшни и коньячный завод. Между 1754 и 1760 годами вокруг Карлсруэ были созданы первые пруды, такие как Хирш, Софиен и Мариентайх. В 1760 году в селе открылась первая школа. С 1763 года в Карлсруэ поселились первые ремесленники. Между 1765 и 1775 годами была построена протестантская церковь Софиенкирхе. С 1780 года  к югу от замка был разбит английский парк.
Герцог умер в 1792 году и был похоронен в склепе Софиенкирхе. Карлсруэ перешел к его племяннику, герцогу Евгению Фридриху Генриху фон Вюртембергу. В 1793 г. резиденция князей Эльсских Бернштадт была перенесена из Эльса в Карлсруэ. В 1797 году в городе была построена первая католическая церковь. В 1798 году герцогский дворец снова сгорел и был затем перестроен в том виде, в котором просуществовал до 1945 года.
С середины 1806 по начало 1807 Карл Мария фон Вебер гостил при дворе герцога и создал здесь две свои симфонии.
После реорганизации провинции Силезии сельская община Карлсруэ с 1816 года относилась к округу Оппельн административного округа Оппельн. С 1817 года Карлсруэ также был торговым городом. В 1845 г. здесь были католическая церковь, протестантская церковь, замок, протестантская школа, католическая школа, контора лесничего, еженедельный рынок, винокурня, кипятильный завод, ветряная мельница, две внешние постройки (Schwedenvorwerk и Christianshof) и 186 дома. В том же году в Карлсруэ проживало 2069 человек, из них 1395 протестантов и 96 евреев.
В 1850 году медицинский советник Др. Фройнд построил первую купальню в Карлсруэ и предложил ванны из сосновой хвои для лечения ревматических заболеваний. С этого момента Карлсруэ превратился в популярный курорт, поэтому его также называли Бад-Карлсруэ . 
Синагога Карлсруэ была построена в 1862 году. В 1889 году Карлсруэ был подключен к железнодорожной линии между Оппельном и Намслау . В том же году на местности был обнаружен целебный источник "Шарлотта".
В Карлсруэ родился в 1833 году выдающий географ, картограф и путешественник в Китай Фердинанд фон Рихтгофен. 
Здесь же родился в 1897 году пионер ракетостроения Иоганн Винклер.
Во время Великой Отечественной войны немцы были выбиты из села 22 января 1945 года частями 3-й гвардейской танковой армии 1-го Украинского фронта. В ходе боев погибло 64 советских воина (на месте их захоронения был установлен Памятник Благодарности красноармейцам, впоследствии перенесенный на кладбище в Кендзежин-Козле). Во время бомбардировок и обстрелов при штурме города дворец сгорел и разрушился как и 80 % зданий города-курорта. Сохранилась только Софиенкирхе. После этого Бад-Карлсруэ перестал быть городом и курортом.